# Jean-François Nothomb
Jean-François Nothomb (Hasselt, 5 januari 1919 - Rome, 6 juni 2008) was een Belgisch verzetsstrijder, lid van de adellijke familie Nothomb, rooms-katholiek priester en monnik in de Congregatie van de Petits frères de Charles de Foucauld, nadien uitgetreden en huisvader geworden.

## Levensloop
Jean-François was het vijfde kind van senator Pierre Nothomb. Hij doorliep de bevoorrechte jeugd van een adellijke jongen, met studies aan katholieke instellingen, onder meer het Collège Cardinal Mercier in Eigenbrakel, onder de directie van de charismatische priester Louis Evely (1910-1985). Hij was net meerderjarig geworden in 1940 en nam als onderluitenant bij de Ardeense Jagers deel aan de Achttiendaagse Veldtocht.

## In het Verzet
Jean-François trad toe tot het verzet, onder de codenaam Franco. Hij werd een van de medewerkers van de 'Ligne Comète', die geallieerde piloten of verzetslui uit de bezette gebieden loodste via de Spaanse Pyreneeën.  
Nadat de leidster Andrée de Jongh (1917-2007) in januari 1943 was gearresteerd, nam 'Franco' de leiding. Gebruikte routes waren onveilig geworden en hij opende er een nieuwe, ten zuidoosten van Bayonne en Anglet, langs de iets hogere bergpassen van Navarra en doorheen dorpjes als Urdax of Erratzu in de Baztánvallei, zo'n 70-80 km verwijderd van San Sebastian. 
In januari 1944 werd hij eveneens gearresteerd. Toen hij op terugreis was naar Brussel werd hij, na verklikking, opgepakt. Hij werd naar Duitsland gevoerd en door een militaire rechtbank ter dood veroordeeld. Hij had geluk dat het vonnis niet onmiddellijk werd uitgevoerd en werd in mei 1945 in het concentratiekamp van Bayreuth door geallieerde troepen bevrijd.
Hij kwam met een gehavende gezondheid naar België terug, vooral met longproblemen, en vertrok voor verschillende herstelperioden naar Zwitserland. Voldoende hersteld, ging hij samen met Andrée de Jongh de plekken in de Pyreneeën bezoeken, waar ze tijdens de oorlog bij het overzetten van vluchtelingen waren langs geweest. Met de steun van 'Franco', was Andrée de Jongh gelovig geworden, had ze onderrichten gekregen door priester Louis Evely en had ze zich in augustus 1947 laten dopen. Ze kwamen tijdens die reis tot de vaststelling dat er liefde tussen hen was en ze verloofden zich. Na hun terugkeer in België, vertrok Nothomb voor een verdere herstelperiode naar Zwitserland.

## Petit Frère
Net als Andrée de Jongh, vond de diepgelovige Jean-François moeilijk zijn plaats in het gewone naoorlogse leven.
Toen hij terugkeerde uit Zwitserland had hij zich over zijn toekomst bedacht en bekende aan zijn verloofde dat hij, eerder dan een huwelijk, een leven van volledige dienstbaarheid aan de armen wilde leiden. Hij had contact opgenomen met René Voillaume, de stichter van de Petits Frères de Charles de Foucauld en hij vertrok op 1 april 1949 naar El Abiodh Sidi Cheick in Algerije om er aan zijn noviciaat te beginnen. Vervolgens verbleef hij zes jaar bij de dominicanen in Saint-Maximin, voor zijn theologische studies en de voorbereiding op het priesterschap. Hij werd vervolgens novicemeester in Saint-Maximin.
In 1961 werd hij gezonden naar een kleine nederzetting van 'petits frères' in Duisburg, waar hij arbeider werd in een fabriek. Na een paar jaar vertrok hij naar Venezuela, waar hij gedurende een tiental jaren als missionaris bij de indianen in de jungle werkzaam was. Vervolgens werkte hij in een bejaardentehuis in de staat Michigan.
In 1974 riep de generale overste hem naar Rome om er als verbindingsman te opereren tussen de congregatie en de Romeinse Curie. In de sfeer van de Romeinse hoofdstad evolueerde hij. In 1979 werd hij, als zestigjarige, verliefd op de vijfentwintig jaar jongere Italiaanse Anna Leggieri (°1945). Toen ze een kind verwachtte, besloot hij het kloosterleven te verlaten en in januari 1980 trouwde hij met haar. Vijf jaar later, wanneer de hinderpalen waren weggewerkt, werd ook het kerkelijk huwelijk voltrokken.
Hij leefde voortaan vooral in functie van zijn vrouw en zijn twee dochters en verdiende zijn brood met vertalingen.